# Makowlany (Makowlany)
Makowlany – osada wsi Makowlany w Polsce, położona w województwie podlaskim, w powiecie sokólskim, w gminie Sidra.
W 1973 roku utworzyły sołectwo o nazwie Makowlany-Kolonia i PGR w nowo utworzonej gminie Sidra.
W latach 1975–1998 miejscowość administracyjnie należała do województwa białostockiego.